# Herminia lituralis
Herminia lituralis är en fjärilsart som beskrevs av Jacob Hübner 1888. Herminia lituralis ingår i släktet Herminia och familjen nattflyn. Inga underarter finns listade i Catalogue of Life.